# Christophe Rippert
Pour les articles homonymes, voir Rippert.
 (mars 2019).
Si vous disposez d'ouvrages ou d'articles de référence ou si vous connaissez des sites web de qualité traitant du thème abordé ici, merci de compléter l'article en donnant les références utiles à sa vérifiabilité et en les liant à la section « Notes et références ».
Christophe Rippert, né le 3 mai 1969 à Saint-Priest (Rhône), est un comédien et un chanteur français, principalement connu pour son rôle dans la sitcom Premiers baisers, et son tube Un amour de vacances en 1993.
Il a été aussi joueur de tennis (classé -2/6).

## Biographie

### Star AB
Il commence sa carrière d'acteur en 1991, sur TF1, avec la série Premiers Baisers produite par AB Productions et dans laquelle il joue le rôle de Luc.
Bien que secondaire, son personnage est massivement plébiscité par le public, au point que son producteur Jean-Luc Azoulay lui propose d'enregistrer une chanson. Le succès est immédiat puisque Un amour de vacances, qui sort en mars 1993, devient un tube avec 500 000 exemplaires écoulés et une sixième place au Top 50.
Son premier album sort dans la foulée. Comme pour les autres vedettes AB, ses chansons sont écrites par le tandem Jean-François Porry (pseudonyme de Jean-Luc Azoulay) - Gérard Salesses mais aussi par le parolier Michel Jourdan. Christophe Rippert participera également à l'écriture de nombreux textes de cet album mais aussi des deux suivants.
Ce premier opus : Un amour de vacances est un gros succès (6e du Top 50). En effet, les deux autres singles extraits : Rien que du brouillard (31e du Top 50) et Les garçons se cachent pour pleurer permettront à l'album d'atteindre les 370 000 exemplaires vendus.
À cette occasion, l'acteur-chanteur fera ses débuts sur scène en première partie des concerts d'Hélène Rollès au Zénith de Paris et en tournée, entre octobre et décembre 1993.
En 1994, alors que son rôle dans Premiers Baisers est toujours aussi populaire, il enregistre son second album intitulé À corps perdu. Même si les ventes sont moins bonnes que le premier, cet opus sera tout de même récompensé par un disque d'or (150 000 exemplaires). Alors que le premier single Ça t'ressemble pas ne rencontrera qu'un succès timide, le second extrait Tu m'fais vraiment craquer recevra un meilleur accueil, notamment grâce à son intensive promotion dans les émissions jeunesse de TF1.
Une nouvelle fois, Christophe Rippert monte sur scène, toujours en première partie des concerts d'Hélène Rollès. Mais, cette fois ci, c'est sur l'immense scène de Bercy que le chanteur défendra son nouvel album, du 14 janvier au 22 janvier 1995 puis au printemps pour une grande tournée française. En attendant la sortie de son troisième album à paraître, une nouvelle chanson inédite est commercialisée fin 1995 : Je t'ai laissée t'en aller au succès mitigé.
1995 est l'année des changements : après quatre ans d'existence et de succès sur TF1, la sitcom Premiers baisers s'interrompt en mai 1995 pour se transformer en une autre sitcom : Les Années fac (1995-1998). Cette suite de Premiers baisers sera un succès et accorde une place plus importante encore au personnage de Luc.

### La fin du succès
Mais les années de gloire semblent déjà révolues. En effet, le troisième album du chanteur : Juste ces mots..., qui sort en 1996, est un échec cuisant. Aucun des singles exploités n'arrivera à faire décoller les ventes. Pourtant, Tu es tout ce que j'aime et Aimer pour aimer bénéficieront d'une bonne promotion.
Après 319 épisodes de Premiers baisers et 199 épisodes de Les Années fac, la série tente une troisième suite en 1998 avec Les Années bleues, dans laquelle le personnage de Luc devient le héros central. Mais la sitcom est un échec et seulement 22 épisodes seront tournés en 1998. Il quitte AB Productions cette année-là et tente de poursuivre sa carrière de comédien en tournant dans la série Sous le soleil sur TF1, le temps de quelques épisodes, en 1999.

### Reconversion dans la production
En 2002, Christophe Rippert créé son agence de communication globale Happy End, spécialisée dans l'univers du luxe.

### Un retour à la chanson
Christophe Rippert revient à la chanson après une absence de 13 ans. En effet, il publie en 2011 trois nouvelles chansons intitulées I'm back, Another Someone et Summertime (une reprise anglaise de son tube un amour de vacances). Pour l'occasion, le chanteur se produit sur la scène de Bercy le 18 décembre 2010 en première partie du concert de Dorothée : Bercy 2010. Il interprète notamment Un amour de vacances et son nouveau single I'm back.
En novembre 2012, Christophe Rippert sort son quatrième album intitulée Free, constitué de 13 titres entièrement chantés en anglais.

## Filmographie

### Télévision
- 1991 - 1995 : Premiers Baisers : Luc Duval (319 épisodes)
- 1991 : Le Cadeau de Noël : Luc Duval
- 1992 : Famille fou rire : Luc Duval (1 épisode)
- 1994 : Les Filles d'à côté : Lui-même (1 épisode)
- 1995 - 1998 : Les Années fac : Luc Duval (199 épisodes)
- 1998 : Les Années bleues : Luc Duval (22 épisodes)
- 1999 - 2000 : Sous le soleil : Stéphane (6 épisodes)

### Producteur
- 2005 : À livre ouvert (téléfilm)

## Discographie

### Albums
- 1993 : Un amour de vacances

1. Un amour de vacances - single (1992)
2. Et l'amour?
3. Il y a toujours une chanson
4. J'vous en veux pas
5. Rien que du brouillard - single (1993)
6. Les garçons se cachent pour pleurer - single (1993)
7. Appelle moi
8. Comme l'oiseau
9. Je t'aime, je t'aime
10. Dans mes larmes

- 1994 : À corps perdu

1. Ca t'ressemble pas - single (1994)
2. Tu m'fais vraiment craquer - single (1994)
3. Laissez-nous rêver
4. À tous ceux qui me disent - single (1995)
5. Faire semblant
6. Et c'est comme ça
7. Vivre à reculons
8. Tout va trop vite
9. La vie sans toi
10. Sous le soleil
11. Réapprendre à s'aimer

- 1996 : Juste ces mots...

1. J'étouffe sans toi
2. Pourquoi
3. Tu es tout c'que j'aime - single (1996)
4. Mourir d'amour
5. Je t'ai laissé t'en aller - single (1995)
6. Tant pis pour moi
7. Ne m'en veux pas
8. Partir Ailleurs
9. Toutes ces images
10. Aimer pour aimer - single (1996)
11. Ange de la nuit
12. Juste ces mots

- 2012 : Free

1. End of the show
2. Free
3. make it right
4. Mary
5. I can give
6. Way to fly
7. Sow the seed
8. I am back
9. Another Someone
10. the sinner
11. contract killer
12. Forgive me
13. Summertime

### Singles
- 1992 : Un amour de vacances
- 1993 : Rien que du brouillard
- 1993 : Les garçons se cachent pour pleurer
- 1994 : Ca t'ressemble pas
- 1994 : Tu m'fais vraiment craquer
- 1995 : À tous ceux qui me disent
- 1995 : Je t'ai laissé t'en aller
- 1996 : Tu es tout c'que j'aime
- 1996 : Aimer pour aimer
- 2010 : I'm back
- 2011 : Another someone
- 2011 : Summertime
- 2012 : Free

### Participations
- Le Noël des étoiles (Vive le vent et Il est né le divin enfant), AB disques, 1995.
- Stars à Bercy : le Méga Jacky Show (Un amour de vacances, Tout va trop vite, Rien que du brouillard, Ça t'ressemble pas, Réapprendre à s'aimer et Tu m'fais vraiment craquer), 1995, AB disques.
- Stars TV 2 (Aimer pour Aimer), AB disques, 1995.
- Stars TV 3 (Tu es tout c'que j'aime et Mourir d'amour), AB disques, 1996.